# Namiq Abdullayev
Namiq Abdullayev, född den 4 januari 1971 i Baku, Sovjetunionen, är en azerbajdzjansk brottare som tog OS-silver i flugviktsbrottning i fristilsklassen 1996 i Atlanta följt av ett OS-guld i samma viktklass 2000 i Sydney, där han i den omtalade finalen besegrade amerikanen Sammie Henson .